# Pauline Roland
Pour les articles homonymes, voir Pauline Roland (dessinatrice) et Roland (homonymie).
Marie Désirée Pauline Roland, née à Falaise le 17 prairial an XIII (6 juin 1805) et morte à Lyon le 15 décembre 1852, est une féministe socialiste française.

## Biographie
Pauline Roland a reçu une instruction à l’insistance de sa mère, receveuse des postes de Falaise. Initiée par un de ses professeurs aux idées saint-simoniennes du fondateur du socialisme français, elle devient une adepte enthousiaste de sa philosophie. Suivant son arrivée à Paris en 1832, elle commence à écrire pour les premiers journaux féministes et compile une remarquable série d’histoires de France (1835), d’Angleterre (1838), d’Écosse et d’Irlande (1844).
Proche associée de George Sand et de Pierre Leroux, elle se joint à son phalanstère fouriériste à Boussac en 1847 où elle travaille comme institutrice et écrit pour l'Éclaireur de l'Indre. Elle vit pendant douze ans en union libre jusqu’en 1845 avec Jean-François Aicard, en insistant pour que leurs deux enfants, et un fils dont le père était Adolphe Guéroult, portent son nom et soient élevés par elle : « Je ne consentirai jamais à épouser aucun homme dans une société où je ne pourrais pas faire reconnaître mon égalité parfaite avec celui auquel je m’unirais… » À la mort de Flora Tristan en 1844, elle prendra également soin de sa fille Aline (qui sera plus tard la mère de Gauguin).
De retour à Paris en décembre, elle s’engage activement dans l’agitation et la publication féministes et socialistes, notamment avec Jeanne Deroin et Désirée Gay. Elle collabore à la Femme nouvelle. En 1848, elle prend la direction du Club républicain des femmes. Avec Jeanne Deroin et Gustave Lefrançais, elle fonde, en 1849, l’Association des instituteurs, institutrices et professeurs socialistes qui insiste sur l’importance de l’égalité des sexes dans un programme d’éducation s’étendant sur les dix-huit premières années de la vie et des femmes restant dans le monde du travail. Elle a ensuite joué un rôle principal en convoquant l’Union des associations de travailleurs.
De septembre 1848 à mai 1850, elle publie plusieurs articles dans les journaux de Proudhon, Le Peuple puis la Voix du Peuple.
En octobre 1849, les délégués de plus de 100 professions élisent Pauline Roland au comité central. Cette tentative de rétablissement du mouvement coopératif en 1848 est supprimée par le gouvernement en avril 1850 et Pauline Roland est au nombre des cinquante personnes arrêtées le mois suivant. À son passage devant la justice pour socialisme, féminisme et « débauche », elle fait l’objet d’attaques violentes avant d’être emprisonnée sept mois jusqu’à juillet 1851. Ceci ne l’empêche aucunement de s’impliquer très activement dans la résistance parisienne au coup d'État du 2 décembre 1851 qui mène au Second Empire, ce qui lui vaut d’être condamnée à dix ans de déportation en Algérie. Elle ne doit sa libération anticipée qu’à l’intervention de George Sand et de Pierre-Jean de Béranger. Sur le chemin du retour où elle allait retrouver ses enfants, les dures conditions de détention qu’elle avait dû endurer finissent par avoir raison de sa santé et entraîner sa mort.
Victor Hugo lui a consacré, dans les Châtiments, une partie du poème "Les Martyres" (Livre VI, poème II), qui évoque son départ pour le bagne le 8 juillet 1852:
Une d’elles était une mère sacrée.
Le jour qu’on l’entraîna vers l’Afrique abhorrée, 
Ses enfants étaient là qui voulaient l’embrasser ;
On les chassa. La mère en deuil les vit chasser
Et dit : — partons ! — Le peuple en larmes criait grâce.…
ainsi qu'un poème entier de 128 vers, intitulé "Pauline Roland" (Livre V, poème XI) et qui débute ainsi: 
Elle ne connaissait ni l’orgueil ni la haine ;
Elle aimait ; elle était pauvre, simple et sereine…

## Postérité
À Fleury-sur-Orne, dans le Calvados, la bibliothèque municipale porte le nom de Pauline Roland.
Dans le 19e arrondissement de Paris, au 35 de la rue Fessart, se trouve le plus ancien "asile-ouvroir" (centre d'hébergement pour femmes et enfants) de la ville. Ouvert en 1890, aujourd'hui "centre d'hébergement et de réinsertion sociale", il porte toujours le nom de Pauline Roland.
Le square Saint-Gilles - Grand-Veneur - Pauline-Roland dans le 3e arrondissement de Paris a été nommé en son hommage en 2010.
À Chevilly-Larue, dans le Val-de-Marne, le lycée porte le nom de Pauline Roland.
À Boussac, dans la Creuse, l'école élémentaire porte le nom de Pauline Roland.
À Rezé, en Loire-Atlantique, une école élémentaire et une école maternelle portent également son nom.
À La Garde, dans le Var, une école maternelle porte le nom de Pauline Roland.

## Traductions
- Milton, Traité du divorce, 1643